# Anzia leucobatoides
Anzia leucobatoides är en lavart som först beskrevs av William Nylander och som fick sitt nu gällande namn av Alexander Zahlbruckner. 
Anzia leucobatoides ingår i släktet Anzia och familjen Parmeliaceae. Inga underarter finns listade i Catalogue of Life.